# Denver Open 1978
Il Denver Open 1978 è stato un torneo di tennis giocato sul sintetico indoor. È stata la 7ª edizione del torneo che fa parte del Colgate-Palmolive Grand Prix 1978. Si è giocato a Denver negli USA dal 20 al 26 febbraio 1978.

## Campioni

### Singolare maschile
Jimmy Connors ha battuto in finale  Stan Smith con il punteggio di 6–2, 7–6

### Doppio maschile
Bob Hewitt /  Frew McMillan hanno battuto in finale  Fred McNair /  Sherwood Stewart con il punteggio di 6–3, 6–2